# Prologo (album)
Prologo è il primo album in studio del cantautore italiano Holden, pubblicato il 26 marzo 2021 con doppia etichetta Believe Music e Sony Music.

## Descrizione
Il progetto discografico si compone di diciassette tracce, scritte dallo stesso Holden con la collaborazione di autori e produttori.

## Promozione

### Singoli
Il primo singolo estratto dall'album, Se un senso c'è, è stato pubblicato il 4 novembre 2020.
Il secondo singolo estratto dall'album, Flute, che ha visto la collaborazione di Gemello, è stato pubblicato il 16 dicembre 2020.
Il 22 marzo 2021 è stato pubblicato Alieno come terzo singolo estratto dall'album, seguito il 26 marzo dal quarto singolo estratto Roma-Milano, dal quinto singolo estratto Cliché in collaborazione con Coez e Quentin40, e dal sesto singolo estratto Fallo tu per me.

## Tracce
Testi e musiche di Joseph Carta, eccetto dove indicato.
1. genesi111. (Intro) – 3:13
2. Alieno – 2:31
3. california 24h. – 2:05
4. va bene così. – 2:27
5. Cliché (feat. Coez e Quentin40) – 3:45 (Joseph Carta, Silvano Albanese, Vittorio Crisafulli)
6. Fallo tu per me – 3:09
7. nostalgia. – 2:43
8. Roma-Milano – 2:40
9. Flute (feat. Gemello) – 4:19 (Joseph Carta, Andrea Ambrogio)
10. paranoie. – 2:53
11. ma tu sei andata via. – 3:16
12. fuck you. (3 AM) – 2:42
13. 105 freestyle. – 1:54
14. accelero ancora. – 3:36
15. Se un senso c'è – 3:32
16. solo polvere. – 3:13
17. buio. (Outro) – 2:24